# 日本ホーリネス教会
日本ホーリネス教会（にほんほーりねすきょうかい）は1917年から1936年まで存在した、日本におけるホーリネス系の最初の団体である。

## 沿革
1897年（明治30年）、当時、日本メソジスト教会の伝道者であった中田重治は、米国においてムーデー聖書学院在学中に聖潔（きよめ）の体験をした。その後、日本帰国後巡回伝道に携わった。1901年、来日したC・E・カウマン夫妻と提携して東京神田神保町に中央福音伝道館を開き、あわせて聖書学校を始めたのが、ホーリネス教会の起源である。後にアーネスト・キルボルン、笹尾鉄三郎もこの働きに加わり、救霊と聖化の普及および伝道者の養成に努めた。かくて、福音伝道館の働きを通して救われ、潔められる者が多く起り、若い伝道者たちも次々と巣立つに及んで各地に伝道館の支部がもうけられ、1905年には「東洋宣教会」という一組織を作るに至った。1917年（大正6年）、福音伝道館全体は、「東洋宣教会日本ホーリネス教会」となり、各地の伝道館は「教会」を呼称し、従来の超教派的伝道団体から一個の明確な教派に変り、中田はその初代監督に就任した。

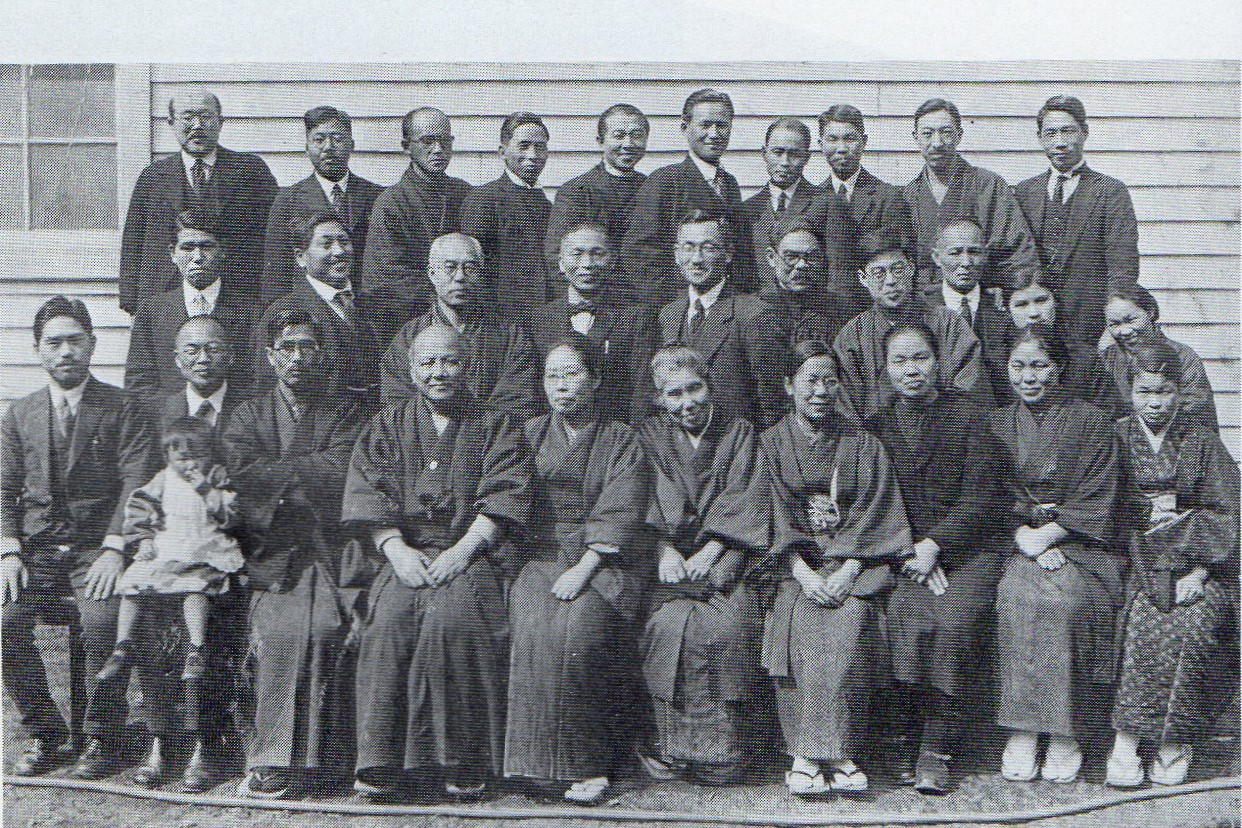
聖書学院での日本ホーリネス教会の教役者会

このホーリネス教会は、四重の福音を掲げて大きく成長し、さらにホーリネス・リバイバルによって1932年（昭和7年）には教会数439、信徒数19,523名、教役者数428名、日本における新教の五大教派の1つになった。
1933年、再臨信仰高調から特殊な主張に移って行った中田監督の指導に対し、信仰上同調出来なくなった聖書学院の五教授（車田秋次、米田豊、小原十三司、土屋顕一、一宮政吉）は、臨時総会に訴えてこの問題の解決をはかったが、これがきっかけとなって監督側と委員側（五教授の立場を支持する）に対立するようになる。
1936年、ようやく監督側と委員側に和協分離が成立した。日本ホーリネス教会は「日本聖教会」と「きよめ教会」とに分離し、日本ホーリネス教会は消滅した。ホーリネス分裂事件）。
和協分離で旧名称の日本ホーリネス教会の名称を用いないという取り決めが為され、中田監督と車田師が署名した。

## その後
1941年（昭和16年）、日本は太平洋戦争に突入したが、日本のプロテスタントキリスト教諸派はこの年、政府の圧力により、しかし自主的に合同して日本基督教団を組織した。日本聖教会はその第六部、きよめ教会は第9部としてこれに加わった。1942年、再臨信仰を理由に官憲の弾圧が下され、ホーリネス系諸教会は解散させられ、伝道者たちは解職、あるいは投獄され、中には菅野鋭など殉教した者も出た。ホーリネス弾圧事件参照。

## 日本ホーリネス教会の流れを汲む団体

### 中田監督派
- 基督兄弟団（1946年）
- 基督聖協団（1958年）
- 東洋宣教団きよめキリスト教会（1996年）

### 委員会派
- イムマヌエル綜合伝道団（1945年）
- 日本ホーリネス教団　（1949年）
- 日本福音教団（1953年）
- 日本福音教会連合（1953年）
- 日本聖泉基督教会連合（1969年 ）
- ウェスレアン・ホーリネス教団（1992年）

### 合同教会
- ホーリネスの群（日本基督教団内のグループ 1949年）